# Orthonevra bouazzai
Orthonevra bouazzai är en tvåvingeart som beskrevs av Kassebeer 1999. Orthonevra bouazzai ingår i släktet glansblomflugor, och familjen blomflugor.
Artens utbredningsområde är Marocko. Inga underarter finns listade i Catalogue of Life.